# Amaurospiza
Amaurospiza là một chi chim trong họ Cardinalidae.